# Az Alamo-erőd ostroma

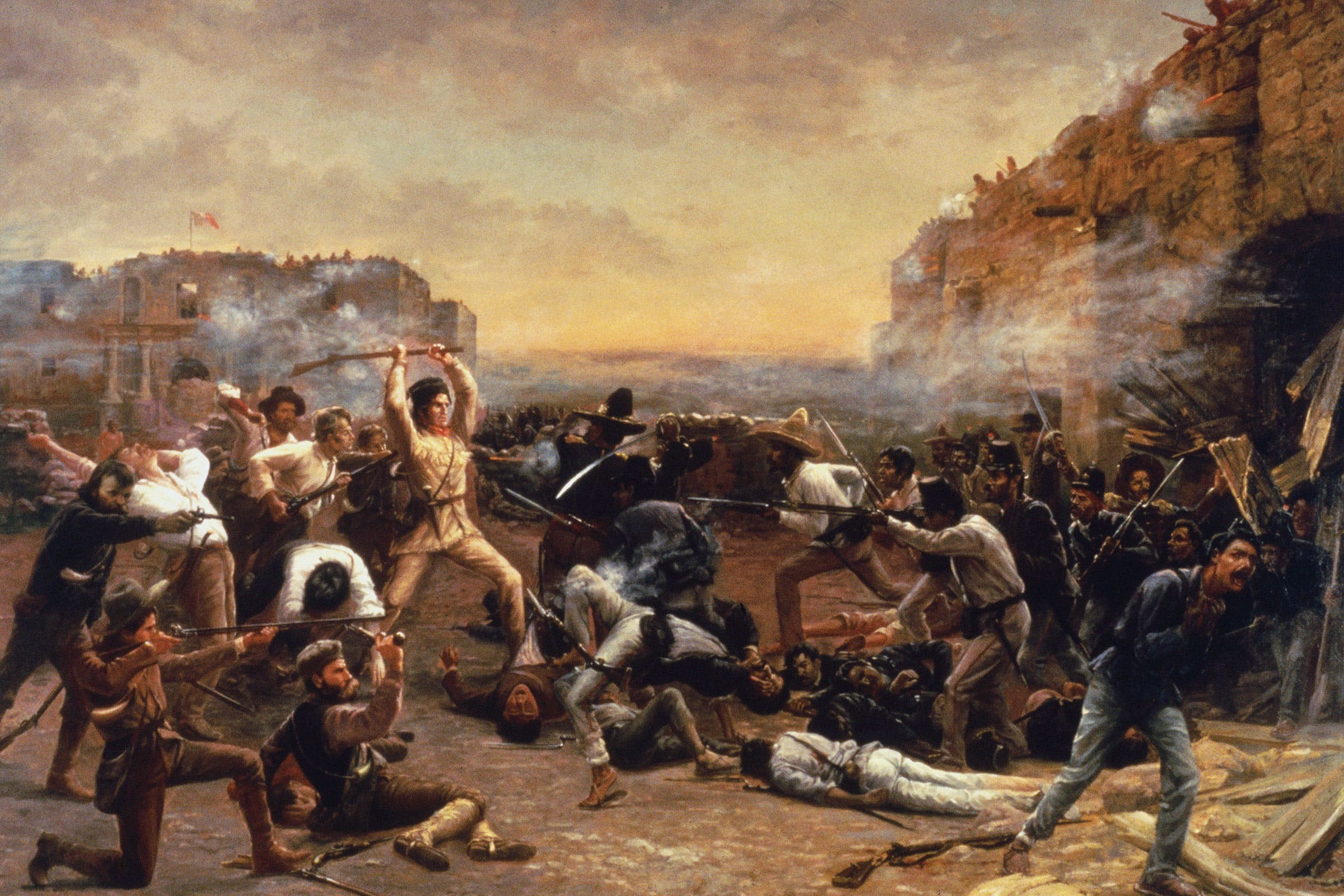
Alamo bukása (Robert Jenkins Onderdonk festménye)

Az Alamo ostroma (1836. február 23. – március 6.) a texasi forradalom egyik legfontosabb eseménye volt. A tizenhárom napos ostrom után a mexikói csapatok Antonio López de Santa Anna tábornok vezetésével megtámadták az Alamót, az egykori spanyol katolikus misszió épületegyüttesét, ahol egy texasi csapat sáncolta el magát. A támadás során csaknem az összes texasi védő elesett. Santa Anna kegyetlensége sok texasi telepest és amerikai kalandozót sarkallt arra, hogy belépjen a texasi hadsereg soraiba. 1836. április 21-én a San Jacintói csatában a bosszúra szomjas texasi hadsereg legyőzte a mexikóiakat, a texasi forradalom ezzel véget ért.
Az ezt megelőző hónapokban a texasiak kiűzték a mexikói csapatokat Texasból. Ekkor több mint száz texasi állomásozott az Alamóban. Erejüket növelte a James Bowie és William B. Travis által hozott erősítés. Texas visszaszerzésének első lépéseként február 23-án több mint 1500 mexikói katona vonult be San Antino de Béxar városába. A következő 10 nap folyamán kisebb összetűzésekre került sor, az áldozatok száma minimális volt. Travis felismerte, hogy a helyőrség nem tud ellenállni a hatalmas túlerőnek, így számos levelet küldött szét, erősítést és élelmiszer-utánpótlást kérve. Élelmiszert egyáltalán nem kapott, erősítésképpen is csak száz fő érkezett.
Március 6-án kora reggel, a mexikói hadsereg rátámadt az Alamóra. Miután visszavertek két támadást, a védők nem tudták megállítani a harmadikat. Amikor a mexikói katonák átmásztak a falakon, a legtöbb texasi katona a belső épületekbe vonult vissza. Akik elérték az épületeket, menekülni próbáltak. A menekülőket és a magukat megadó katonákat azonban a mexikóiak lemészárolták. A szemtanúk szerint több mint 180 texasi és 600 mexikói katona halt vagy sebesült meg a támadás során. Utóbbiak veszteségei azért is voltak nagyok, mert a sereg zöme nem hivatásos katonai egységekből, hanem sebtében összetoborzott segédcsapatokból tevődött össze. Mivel az összehangolt hadműveleteket nehezebben hajtották végre, és nagyobb nehézséget jelentett nekik az erődített helyek ostroma, ezért a veszteségeik is nagyobbak voltak.
Számos civil személyt küldtek Gonzalesbe, hogy hírül vigyék az Alamo elestét. A hír hallatán a texasi hadsereg, a legtöbb telepes és Texasi Köztársaság kormánya elmenekült az előretörő mexikói hadsereg elől. Santa Anna győzelmét azonban a mexikói-amerikai háború más eseményei elhomályosították.
A 20. század elején a texasi törvényhozás megvásárolta a földet és az épületeket és az Alamói kápolna Texas állam hivatalos kegyhelye lett. Napjainkban a leglátogatottabb turistalátványosságok közé sorolják Texas államban.

## Az események háttere
Február 11-én az Alamo parancsnoka James C. Neill elhagyta az erődöt annak a reményben, hogy erősítést szerez, és feltölti az erőd készleteit. Távollétében a parancsnokságot az egyik katona William B. Travis és az önkéntesek vezetője James Bowie vette át. Míg az alamóiak erősítés és készletek után kutattak a mexikói hadsereg északra vonult és február 12-én átlépték a Rio Grandét.
Február 16-án Travis egyik helyi jó barátja, Ambrosio Rodriguez elmondta Travisnek, hogy a délen élő rokonai szerint Santa Anna és hadserege Bexar városa felé halad. Két napra rá visszatért egy felderítő, jelentvén, hogy a mexikói előőrs átlépte a Rio Grandét. A információk ellenére Travis nem foglalkozott a problémával. Ő és néhány társa úgy gondolta, hogy a mexikói sereg csak március közepére éri el Bexar városát, és Santa Anna csak a tavasz beköszöntével fog támadni, hiszen még sereget kell toboroznia. Sajnos sem Travis sem a többiek nem tudtak arról, hogy Santa Anna már hónapokkal ezelőtt elkezdte toborzást és már rég előkészítette a támadást.
Február 21-én tizenöt önkéntes úgy döntött, hogy elhagyja az Alamót, hogy kimenekítse családját mielőtt Santa Anna Bexarba ér. Santa Anna hadserege ekkor már a Medina-folyó partjainál táborozott, alig 40 kilométernyire Bexar városától. Az esti órákban, mivel a város nem sejtette, hogy a mexikói hadsereg ilyen közel van, megünnepelték George Washington születésnapját. A mulatságon az Alamóiak is részt vettek. Ezen az éjszakán 10 ember védte az erődöt. Santa Anna is értesült, hogy az erődöt gyakorlatilag semmi nem védi, így kiadta a parancsot, hogy induljanak az Alamo ellen. A texasiak egyetlen szerencséje az volt, hogy elkezdett szakadni az eső, így a katonák nem tudtak átkelni a Medina folyón.
Az ostrom előtti utolsó napon, február 23-án a bexari polgárok nagy része elhagyta a várost. A még mindig kétkedő Travis egy őrt küldött a Fernando templom harangtornyába, hogy figyelje az esetlegesen támadó mexikóiakat. Délután fél háromkor megszólaltak a torony harangjai, mert az őr látott valamit a távolban. Travis parancsára James Sutherland és John Smith felderítők elindultak, hogy ellenőrizzék az állítást. Visszatérvén jelentették, hogy a mexikói csapatok 1,5 kilométerre vannak a várostól. Ekkor az Alamóban 156 katona tartózkodott és további tizennégyen a gyengélkedőn. Nem voltak felkészülve a támadásra. A közeli házakból és tanyákból egy hónapra elengedő élelmiszert sikerült összegyűjteniük. Fegyverből nem volt hiány, viszont puskaporból nem maradt sok az erődben.
Travis látva a mexikói gyalogság közeledtét, futárt küldött száz kilométerre, délkeletre, hogy azonnali erősítést kérjen James Fannin tábornoktól. Kora délutánra több mint 1500 mexikói katona érkezett az Alamo környékére.

## A csata lefolyása

### Február 24, szerda – az ostrom első napja
A mexikóiak egész nap információt gyűjtöttek, vizsgálták az erőd gyenge pontjait. Délután Santa Anna parancsba adta, hogy két nyolc fontos ágyú folyamatosan tüzeljen az erődre. Bowie eközben rosszul lett és összeesett. Attól tartva, hogy betegsége fertőző, Bowie-t egy kis szobába költöztették a déli falnál, így Travis egyedül maradt az erőd vezetésével. Éjszaka a mexikóiak ágyúzták az erődöt, a templomot és a barakkokat. Santa Anna katonái egész éjszaka zenéltek, amely régi mexikói stratégia volt. Így próbálták felidegesíteni az ellenséget, hogy az ne tudjon pihenni, így a morálját is alááshassák. Hajnalban megérkezett a hatszáz fős mexikói erősítés és további ötszáz katona érkezését várták még.
Santa Anna, bár jóval korábban kiadta a mozgósítást, a nagy létszámon túl nem rendelkezett tapasztalt és harcászatban járatos sereggel. A katonák többségét irreguláris segédcsapatok alkották, míg a hivatásos katonák között sok volt az újonc.
Az Alamo missziót még 1718-ban emelték a spanyolok, az épületet eleve erődszerűvé alakították ki, hogy védeni lehessen a nomád indián őslakosok támadásaitól. Egy erős tüzérségnek azonban az akkor már omladozó falak nem tudtak volna ellenállni, a védők szerencséjére azonban Santa Anna tüzérsége gyengébb teljesítményű ágyúkból állt, amelyek nem rongálták jelentősen az Alamo falait. A texasiak ágyúi hatékonyabbak voltak, de nem rendelkeztek elég ágyúgolyóval, helyette repeszekkel (szögek, patkó, egyéb fémhulladék) lőttek az ellenségre.
Az Alamót védő texasiak mindegyike használt lőfegyvert ugyan, de ezek különböző típusú puskák voltak, így nem lehetett rájuk szuronyt illeszteni, ami hátrányt jelentett a közelharc esetén. Jóllehet a mexikói erőknél sem volt teljesen egységes a fegyverzet, hisz segédcsapataik lőfegyverei is hasonlóak voltak a texasi védők fegyvereihez. A reguláris katonák viszont mind szabványosított muskétákat használtak, bajonettekkel a végükön, amely hatékonnyá tette a kézitusát. Közelharcban a texasiak legfeljebb puskatussal, késsel és néhány karddal tudtak küzdeni.
A mexikói milicisták nem hordtak uniformist, mint a reguláris katonák. Az ő ruházatuk olyan volt, mint a közembereké, többnyire fehér vagy szürke ing és nadrág, poncsó és a jellegzetes mexikói kalap, a sombrero.
Bár az Alamo élelmiszerkészletei is végesek voltak, de jóval több élelemmel volt ellátva, míg az ellenség a tartalékai sokkal szűkösebbek voltak, ezért a mexikói katonáknak jóval kevesebb porció jutott.

### Február 25., csütörtök – az ostrom második napja
Reggel tízkor 300 mexikói katona közelítette meg az erődöt, így már csak 90 méterre voltak az Alamótól. Travis sikeresen önkénteseket gyűjtött, akik megtámadnák a katonákat. Harcosait fedezve Travis parancsot adott az ágyútűzre. Az önkéntes csapatok nem tudtak komolyabb károkat okozni a mexikóiaknak, ezért visszavonultak. Délután Travis újabb hírnököket küldött, hogy segítséget kérjen, és ezúttal küldöttek átjutottak a mexikói gyalogsági vonalakon. Sötétedés után a mexikóiaknak sikerült közelebb vinniük az ágyúkat az erődhöz, így már három oldalról vették körbe az erődöt ágyúkkal. Ezen az éjszakán sokan hagyták el Alamót.
Egyik fél sem tudta, hogy február 25-én Texas kikiáltotta függetlenségét és a Texasi Köztársaság megalapítását. 25-én este kapta meg az új köztársaság kormánya Travis egyik levelét, amelyben erősítést kért. Szerencsétlenségükre megérkezett az a levél is, amely értesítette őket, hogy Fannin tábornok elindult az Alamó felé. Fannin tábornok 320 embert, 4 ágyút és jelentős puskapor és élelmiszer utánpótlást indított útnak, ám nagyban lelassította haladását, hogy az egységnek nem voltak lovai az utánpótlás szállításához. Ráadásul az időjárás miatt hat órájukba tellett mire átkeltek a San Antonio folyón. Másnap reggel kiderült, hogy a katonák a leszállítandó élelmiszeren kívül nem kaptak élelmet az útra és alig két kilométert tettek meg egy nap alatt. Ha katonák az erődbe szállítandó élelemből ettek volna akkor jóval kevesebb került volna az Alamónak. Fannin belátta, hogy vissza kell fordítania csapatait. Erről a kormány nem értesült s úgy döntöttek, hogy nem küldenek segítséget, hiszen az már úton volt.

### Február 27., szombat – az ostrom negyedik napja
Az ágyúháború folytatódott. Travis délelőtt elrendelte a tűzszünetet, mivel a puskapor és a muníció is fogytán volt. Éjszaka az időjárás rosszra fordult, és egyik fél sem volt felkészülve a rossz időre. Az alamóiak nem tudtak tűzifát gyűjteni, a mexikói őrjáratok miatt. Ez volt az a nap, amikor Travis hírnökeinek köszönhetően eljutott az ostrom híre az amerikaiakhoz. James W. Robinson szenátor egyből Sam Houston parancsnokért küldött, hogy szervezze meg a felmentő sereget. Kora délután az Alamói lövészek egy mexikói katonát láttak meg az erőd előtt, de nem nyitottak rá tüzet. Nem tudták, hogy maga Santa Anna volt az, aki felmérte az erőd bejáratát.

### Március 3., csütörtök – az ostrom nyolcadik napja
Ekkor érkezett az erődbe egy Bonham nevű hírnök, hogy elmondja Travisnek, Fannin nem küld segítséget. Ekkora a texasi milícia és más egységek már alig 40 kilométerre voltak az Alamótól, melynek összlétszáma ekkor 164 ember volt. Santa Anna serege újabb katonákkal bővült délutánra, habár ezek az egységek is fegyelmezetlen és kiképzetlen segédcsapatok voltak. A mexikói sereg létszáma 2400-ra duzzadt, de csak kisebb részét alkották az állománynak kiképzett katonák. Késő délután Santa Anna parancsot adott, hogy az északon állomásozó ágyúk kezdjenek tüzelni. Olyan közel sikerült menniük az erődhöz, hogy estére az északi fal nagy része leomlott. Éjszaka az erődben lévő emberek nagy része azon dolgozott, hogy valamiképpen rendbe hozzák a falakat. Travis nem mondott le az erősítésről ezért a Davy Crockett vezette kisebb csapatot azzal bízott meg, hogy találják meg Fennint és kérjenek segítséget. Crokett és csapata belebotlott a 40 kilométerre állomásozó csapatokba és éjfélkor áttörve a mexikói vonalakat 50 fős erősítéssel tértek vissza az Alamóba.

### Március 4., péntek – az ostrom  kilencedik napja
Kora reggel Santa Anna összehívta a tábornokait, és azt javasolta, hogy azonnal kezdjék meg a támadást, ám tábornokai tanácsára megvárták, amíg a nehéztüzérség megérkezett, mivel az eddig használt ütegekkel nem tudták komolyabban megrongálni a falakat. Két darab 12 fontos ágyú érkezését várták aznap.

### Március 5., szombat – az ostrom utolsó napja
Ezen az estén hagyta el az Alamót Travis utolsó üzenete. Santa Anna újabb gyűlést hívott össze. Tábornokai még mindig óva intették, ám ezúttal nem hallgatott rájuk és kiadta a támadási parancsot. Santa Anna az ostromtól belpolitikai sikereket akart, mivel hatalma Mexikó felett folyton gyenge lábakon állt. Látványos győzelemre volt szüksége, hogy presztízsét növelje és elterelje a figyelmet az ország belső problémáiról. További halogatás nemcsak a texasi felmentő csapatok mihamarabbi megérkezését, vagy amerikai beavatkozást is eredményezett volna. Ha a texasiak nem is mentették volna fel az erődöt Travis egész biztosan kiürítette volna, amennyiben nem lenne több élelme, esetleg megadja magát, így viszont Santa Anna elesne a dicsőségtől, nem is beszélve az időveszteségről, amely miatt kétségessé válna Texas visszaszerzése.
Este tíz órakor hallgattak el a mexikói ágyúk. Három texasi őr volt ekkor szolgálatban. A mexikói sereg négy részre bomlott. Santa szigorú parancsot adott ki, hogy a katonák síri csendben legyenek, nem gyújthattak tüzet és nem dohányozhattak, nehogy bármit is észre vegyenek a védők. Éjfélkor lassan, csendesen elkezdtek az erőd felé vonulni a mexikói egységek. Az őrök elaludtak és a falakra felkapaszkodó mexikói katonák megölték őket mielőtt riadót fújhattak volna. Ezután mexikói katonák hangos csatakiáltással támadtak rá az erődbeliekre, akiket felriasztott a zaj, s mielőtt mindenki harcra kész lett volna a mexikói sereg ellepte az Alamót.

## A végső összecsapás
A március 4-i haditanácson Santa Anna általános támadást javasolt az erőd ellen, míg tisztje azt javasolták, hogy várják meg azt a két erősebb ágyút, amelyekkel lerombolhatják az Alamo falait. Santa Anna azonban türelmetlen volt, mivel egyrészt látványos győzelmet akart aratni, másrészt sürgette az idő, nehogy a Houston vezette texasi csapatok még jobban megerősödjenek.
Ezalatt az Alamo erődben a legenda szerint Travis úgy döntött a végsőkig harcol, ám az embereit nem akarta akaratuk ellenére a halálba kényszeríteni, ezért húzott egy vonalat karddal vagy pedig puskatussal a porba és megkérte a védőket, aki maradni akar, az lépje át a vonalat és álljon mellé. A többség így tett, leszámítva egy Moses Rose nevű védőt. Társai elfogadták a döntését és elbocsátották. Mivel a történetre nincs megfelelő bizonyíték, ezért a történészek általában valószínűtlennek tartják, hogy Travis tényleg meghúzta volna a híres vonalat, ennek ellenére a történet az Alamo-legenda szerves részévé vált.
Március 10-én, este ötórakor Santa Anna tábornok parancsot adott a tüzérségnek, hogy hagyja abba az Alamo lövetését. A kimerült védők nem számítottak támadásra, ezért nyugovóra tértek. Közben a mexikói hadsereg felkészült a végső rohamra. Santa Anna tábornok négy oszlopba osztotta embereit, a szárnyakra pedig tapasztaltabb katonákat állított, akik irányíthatták a középen elhelyezkedő újonc és irreguláris erőket. Egy 500 fős lovascsapat arra ügyelt, hogy senki ne tudjon dezertálni a harc közben, illetve az Alamót se tudja egy védő elhagyni. Körülbelül 400 ember maradt tartalékban.
Az éjszaka is a mexikóiakat segítette, mivel az esti égboltot felhő takarta, így a holdfény se tudta megvilágítani a terepet. A tábornok ugyanakkor kiadta a szigorú parancsot, hogy sehol se égjen tábortűz és senki se gyújtson pipára, nehogy bármilyen apróbb fényt észleljenek az erődből. Továbbá a meglehetősen hideg éjszaka ellenére a mexikói katonák nem viselhettek a súlyával a rohamot akadályozó kabátot.
Március 11-én hajnalban az egyik mexikói hadoszlop teljes csendben megközelítette a falakat északnyugat felől. Egy másik hadoszlop északról osont a falakhoz, ahol egy korábban keletkezett, frissen betömött rés volt. A harmadik hadoszlop a kápolna melletti alacsony védművet vette célba. Néhány katona egészen a falakhoz lopódzott, és csendben megölték az őrszemeket, így a többiek még közelebb kerültek a falakhoz. A csendet végül vad csatakiáltás és a katonazenekar hangos zenéje törte meg. Travis nyomban riadót fújt és a védők egy része azonnal a falakon termett, mások pedig a kápolnánál vették fel a védelmi pozícióikat.
A mexikói rajtaütés eleinte nem a tervek szerint alakult, mivel a rosszul kialakított oszlopokban a hátrébb álló tapasztalatlan újoncok és képzetlen segédcsapatok a sötétben vaktában nyitottak tüzet, ami miatt az első sorokban álló katonák közül többen meghaltak vagy megsebesültek. A védők ágyúiból kilőtt repeszek ugyanakkor nagy területen szóródtak szét, szintén súlyos veszteségeket okozva a mexikóiaknak.
Noha a mexikói első sorok meginogtak, a hátul álló erők nem engedték, hogy visszavonulásba kezdjenek. Az ellenség a falak alatt tömörült össze, így a védők fegyvereikkel csak a falak alá, nem pedig a nyílt terepre tudtak lőni, így ki voltak téve közvetlenül a mexikói katonák tüzének.
Travis már a harc kezdetén elesett, ennek ellenére a texasi védők folytatták a harcot. A mexikóiak csak kevés létrát tudtak a falakra támasztani, így pedig csak kevesen tudták megmászni a falakat, s a rohamot a védők visszaverték.
A mexikóiak visszavonultak soraikat rendezni, de a második támadásukat is sikerült visszavernie a védőknek. Negyed órával később azonban ismét támadásba lendültek, amely végül megtörte a védők ellenállását.
Két teljesen összekeveredett mexikói hadoszlop a keleti fal ellen támadt. A harmadik hadoszlop előbb a nyugati falat célozta meg, amjd pedig északnak fordult. Santa Anna látva a tumultust a tartalék bevetése mellett döntött, azonban az északi falnál elhelyezkedő csapatai rögvest felmérték, hogy az ottani fal gyenge, ezért rögvest megrohamozták és könnyedén kitágították az ott tátongó réseket. A mexikói katonák a nyugati falon is áttörtek, ahol jóval kevesebb védő állt. Ennek hatására az északi falnál harcoló mexikóiak is a nyugatihoz igyekeztek.
A védők ekkor a déli oldalon álló ágyúikat a veszélyeztetett nyugati fal felé fordították, ami védtelenné az ottani szakaszt. Ezt a mexikóiak gyorsan ki is használták, perceken belül ott termettek, s megrohamozták a déli falat, majd az ott álló tüzéreket lekaszabolták, az ágyúkat pedig megszerezték. Eközben a keleti fal is elesett és a mexikói katonák megállíthatatlanul özönlöttek az erődbe.
A védők maradéka a kápolnába húzódott vissza. Itt lyukakat ütöttek a falakon, amiket lőrésként használtak. Mások az istállók fedezékében harcoltak tovább, így védve voltak az erődbe betörő mexikói lovasok rohamától. Sikerült is egy ágyút még elsütni, amely a lovasok közé talált. A védők ugyan megpróbáltak az ellenség gyűrűjéből kitörni, ám mindnyájan elestek eközben.
A legtovább Crockett és emberei tartottak ki, akik a templom előtti alacsony falakat védték. Mikor már nem volt több lőszerük, késekkel és puskatussal harcoltak tovább, végül a mexikói katonák szuronyrohama elsöpörte őket.
Néhány még életben maradt védő a különböző épületek helyiségeibe húzódott vissza. Legtöbbjük tovább ellenállt a mexikóiaknak. Bowie, aki annyira beteg volt, hogy nem vehetett részt a harcban, magatehetetlenül feküdt az ágyán. Haláláról különböző verziók vannak: vagy öngyilkos lett, vagy a szobájába behatoló mexikóiak végeztek vele. Mindkét verziót különböző legendák tarkítják.
A legtovább a kápolna védői harcoltak, akiknél egy 12 fontos ágyú is volt. Ezt még sikerült elsütni a kápolnába behatoló mexikóiak felé, ám végül őket is felkoncolták a mexikói szuronyok. A sebesült Robert Evans tüzér utolsó erejével megpróbálta felrobbantani az erőd megmaradt lőporkészletét, de nem sikerült a hordókra dobnia az égő fáklyát.
A kápolnában található nőket és gyerekeket Santa Anna szigorú parancsának megfelelően csak őrizet alá vették, de nem bántották. Ugyanitt találtak egy Brigido Guerrero nevű szökevény mexikói katonát, aki még tavaly decemberben állt a texasiakhoz. Ő, hogy elkerülje a halálbüntetést, azt hazudta, hogy a texasiak foglya volt.
A harc az Alamóért reggel fél hétre befejeződött. A mexikóiak, hogy megbizonyosodjanak minden védő meghalt, még egyszer átszúrták őket szuronyokkal.
A helyzet annyira kaotikus volt a csata után, hogy több mexikói (különösen az egyenruhát nem viselő segédcsapatosok) texasinak nézték egymást és tüzet nyitottak egymásra, ezáltal is növelve saját veszteségüket.

## Túlélők
| név            | státusza az Alamóban | született-meghalt                  | megjegyzés |
| -------------- | -------------------- | ---------------------------------- | --- |
| James L. Allen | katona               | 1815. január 2., 1901. április 25. | Az utolsó hírnök, aki március ötödikén elhagyta az Alamót. |
| Horace Alsbury | katona               | 1805                               | Amikor a mexikói csapatok megérkeztek február 23-án Travis hírnökként alkalmazta Alsburyt. Felesége Juana az erődben maradt és később az ostromról John Salmon Fordnak számolt be. |

## Veszteségek és következmények
Az erődöt elfoglaló mexikói sereg a harcot túlélt texasiakat (körülbelül 7 embert) elfogta és Santa Anna tábornok parancsára kivégezték őket. Állítólag Davy Crockett nem halt meg a templom előtti erődítés védelmében, hanem elfogták és ő is azok között volt, akiket kivégeztek, de erre vonatkozólag a történészek a mai napig más és más álláspontot képviselnek. Travis is a halottak között volt. Az erődben tartózkodott néhány asszony és gyerek is, akik a sérülteket és betegeket ápolták, illetve az ételt készítették a harcoló férfiaknak. Őket a mexikóiak megkímélték és később szabadon engedték.
Santa Anna a texasi védők kivégzését azon határozott céllal tette, hogy elrettentse a lázadó amerikai telepeseket az elszakadástól, így talán kevesebb ellenállásba ütközne, s Texas pacifikálása is gyorsan megtörténne. Ráadásul Santa Anna tábornok kegyetlen eljárása még mindig semmi volt ahhoz képest, amit egy másik mexikói sereg követett el Goliad területén. Itt már az Alamo ostromát megelőzően folytak harcok a texasi felkelők és José de Urrea tábornok katonái között. José de Urrea közel félezer texasit fogott el és öletett meg márciusban, az Alamo elfoglalását követően. A kivégzések szabályos mészárlás látszatát keltették, de nem rettentették meg a texasiakat, sőt eltökélték, hogy megállítják a mexikói csapatokat.
Az Alamónál a védők ugyan mind meghaltak, de a mexikóiak vesztesége ennél nagyobb volt, amelynek halottakban, de több száz sebesültben is mérhető. Az elesett mexikói katonákat a helyi Campo Santo temetőben földelték el, addig a texasi védők holttesteit halomba rakták és elégették. A védők közül csak Gregorio Esparza kapott rendes temetést, mivel ő mexikói származású volt.
A texasiak vezetését Sam Houston tábornok vette át, aki kitért a további összecsapások elől. Helyette fokozatosan vonult vissza északnak, kiürítette a településeket és a tanyákat, begyűjtötte az élelmiszert, miközben a fegyveres férfiak csatlakoztak hozzá. Az Alamo híre eljutott az Egyesült Államokba is, ahonnan még több önkéntes kerekedett fel, hogy Texas védelmében harcoljon.
Houstonnak rövidesen több mint 900 fős serege lett, ámbár Santa Anna tábornok serege még mindig túlerőben volt a maga másfélezer katonájával. San Jacintónál vívták meg a döntő ütközetet április 21-én a texasi felkelők, az amerikai önkéntesek és a mexikói csapatok. Houston a következő felkiáltással vezette harcba embereit: Ne feledjétek Alamót! A lelkesedés pótolta a katonai képzettség hiányát és a számbeli hátrányt, s a mexikói sereg megtorpant. Ráadásul Houstonnak sikerült elfognia Santa Anna tábornokot, aki rákényszerült arra, hogy erőit a Rio Grande mexikói oldalára vezesse vissza. A továbbiakban a folyó lett a független Texas déli határa. Santa Anna belement a velascói szerződésbe is, amely szavatolta Texas függetlenségét.
Ám miután Santa Anna kiszabadult kijelentette, hogy nem ismeri el Texast, mint önálló államot. Mexikó mellett foglalt állást Nagy-Britannia, amely Texasban az Amerikai Egyesült Államok további terjeszkedését látta. Franciaország viszont elismerte Texast és követséget is nyitott Párizsban (Texasban már akkoriban is elég sok francia származású telepes lakott, akik részben Louisianából származtak). Franciaország ráadásul az 1838-as cukrászdaháborúban is aduként használta Texast Mexikóval szemben, akit a franciák a konfliktusban legyőztek és jelentős összeg megfizetésére köteleztek. Ez tovább csökkentette Santa Anna tábornok esélyeit arra, hogy Texast újra birtokba vegye.
Időközben Belgium és Hollandia is diplomáciai kapcsolatokat létesített Texassal. Mexikótól 1841-ben elszakadt még az ún. Yucatáni Köztársaság, amely szintén elismerte Texas államiságát, remélve, hogy neki is sikerül elérnie a függetlenségét, ám az újdonsült köztársaság elszigetelődött és néhány év múlva megszűnt.
Texas szabadságharcosai bár fényes győzelmet arattak és bátran helytálltak ez még önmagában nem jelentette, hogy az ország helyzete stabilizálódik. Az ország gazdasága még épülőben volt és gyenge lábakon állt, hátrányt jelentett továbbá, hogy csak kevés állam ismerte el. Egyedüli szerencséje Texasnak az Egyesült Államok közelsége volt, amely támogatta az országot, ám lényegét tekintve nem volt kérdéses, hogy Texas előbb vagy utóbb csatlakozik az Államokhoz. Ez a mexikói-amerikai háború kirobbanását eredményezte.

## Jelentősége a kultúrában
Az Alamo védőinek története eddig már számos irodalmi művet, festményt és filmalkotást megihletett. Utóbbiak tekintetében viszont sok a fikció és a valóságtól való eltérés. Az erődöt ostromló mexikói hadsereget gyakran kivétel nélkül egyenruhás, kiképzett haderőként ábrázolják, holott javarészük irreguláris fegyveresekből állt (ez a tény többnyire meg is jelenik a végső harcot ábrázoló festményeken). A másik eltérés a valóságtól, amelyet a filmekben előszeretettel ábrázolnak, hogy a végső mexikói támadás nem hajnali rajtaütésként, hanem nappal végrehajtott nyílt rohamként zajlik, amelyet az Alamo védői felkészülten várnak.

## További irodalom
- Crisp, James E.. Sleuthing the Alamo. Oxford University Press (2005). ISBN 0-195-16349-4
- Davis, William C.. Three Roads to the Alamo: The Lives and Fortunes of David Crockett, James Bowie, and William Barret Travis (angol nyelven). HarperCollins. isbn 0-060-17334-3 (1998)
- Dole, Gerard. Texas 1836 – Musical Echoes from the Alamo (angol nyelven). Terre de Brume. isbn 978-2-843-62474-2 (2011)
- Donovan, James. The Blood of Heroes: The 13-Day Struggle for the Alamo – and the Sacrifice That Forged a Nation (angol nyelven). Little, Brown and Company. isbn 0-316-05374-0 (2012)
- Hardin, Stephen L.. The Alamo 1836: Santa Anna's Texas Campaign, Osprey Campaign Series #89 (angol nyelven). Osprey Publishing. isbn 1-841-76090-0 (2001)
- Fehrenbach, T. R..szerk.: John W. Campbell: Remember the Alamo!, Analog one (angol nyelven) (1967)
- (2017. április 4.) „„This Is A Cruel Truth, But I Cannot Omit It”: The Origin and Effect of Mexico's No Quarter Policy in the Texas Revolution”. Southwestern Historical Quarterly 120 (4), 412–439. o. [2017. október 19-i dátummal az eredetiből archiválva]. DOI:10.1353/swh.2017.0000. ISSN 1558-9560. (Hozzáférés: 2017. július 11.)